# Verdicchio dei Castelli di Jesi

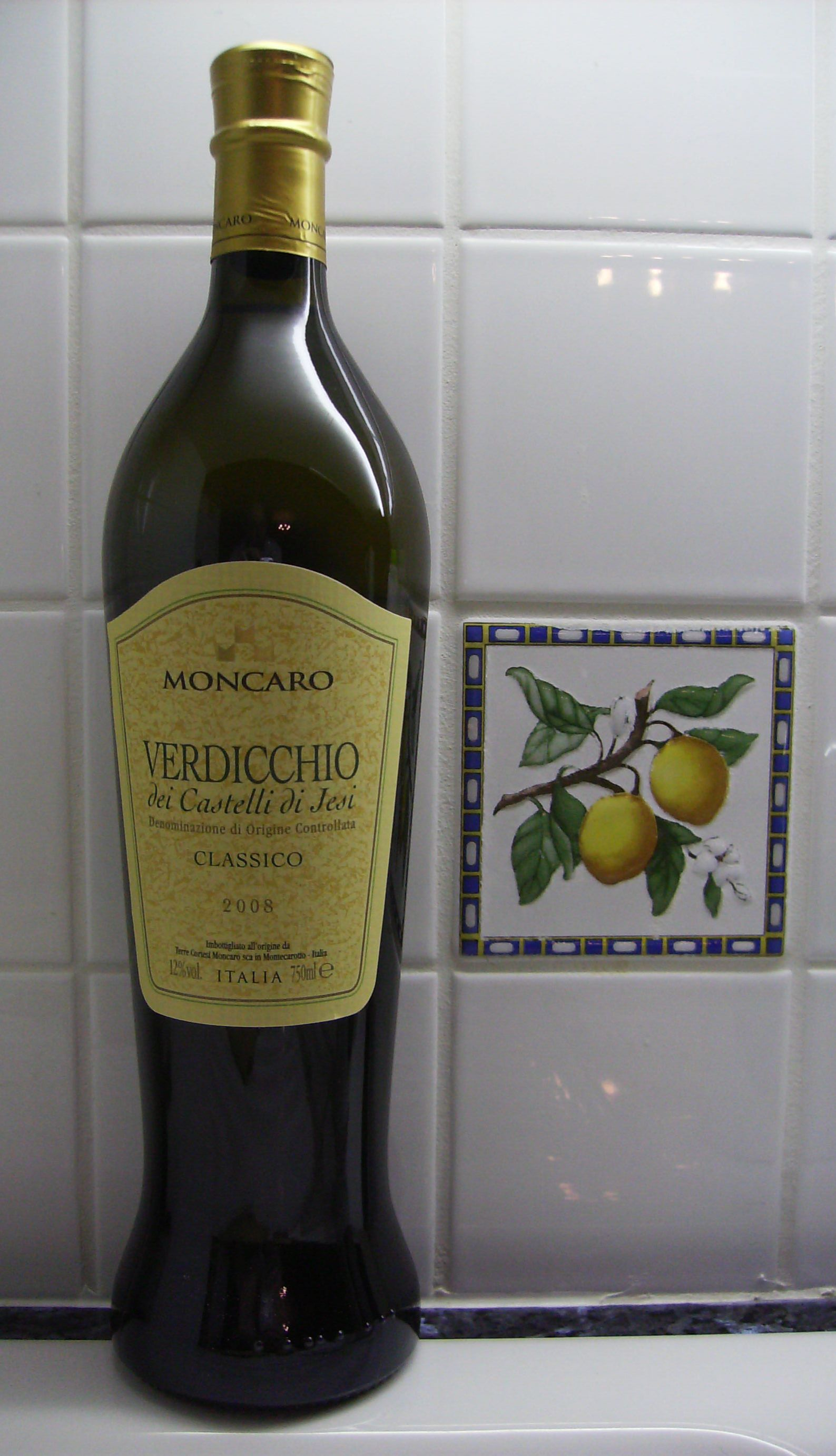
Verdicchio dei Castelli di Jesi (typische Flasche)

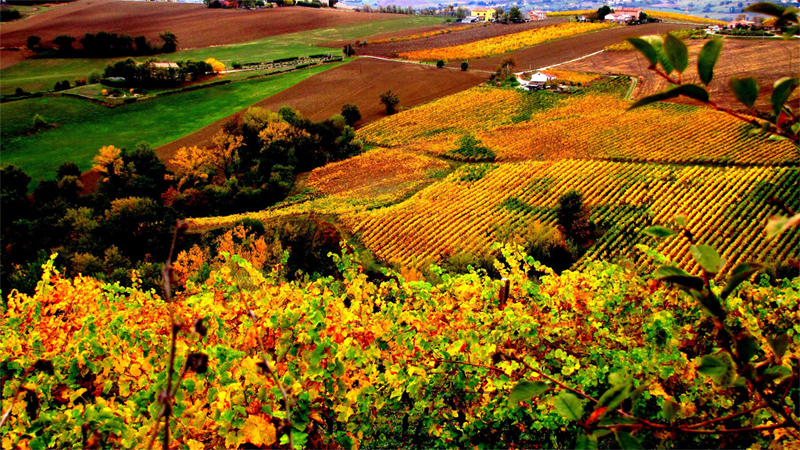
Weinberge bei Montecarotto

Verdicchio dei Castelli di Jesi ist ein italienischer Weißwein aus der Gegend westlich von Jesi, Region Marken, der seit dem 11. August 1968 eine kontrollierte Herkunftsbezeichnung („Denominazione di origine controllata“ – DOC) besitzt, die zuletzt am 7. März 2014 aktualisiert wurde.

## Anbau
Die Zone umfasst 25 Gemeinden in den Provinzen Ancona und Macerata. Das Kerngebiet in der Nähe des Flusses Esino, dessen Weine den Zusatz Classico tragen dürfen, umfasst die Gemeinden Apiro, Belvedere Ostrense, Castelbellino, Castelplanio, Cupramontana, Maiolati Spontini, Mergo, Montecarotto, Monte Roberto, Morro d’Alba, Poggio San Marcello, Rosora, San Marcello, San Paolo di Jesi, Serra de’ Conti, Staffolo sowie Teile von Arcevia und Serra San Quirico; die erweiterte Zone umfasst weiterhin Gemeinden nördlich des Flusses Misa, namentlich Barbara, Trecastelli, Castelleone di Suasa, Corinaldo, Ostra und Ostra Vetere. Die Weinberge liegen auf einer Höhe von 75 bis 550 m s.l.m. Im Norden schließt das Weinbaugebiet Lacrima di Morro d’Alba an.

## Erzeugung
Der Verdicchio dei Castelli di Jesi wird zu mindestens 85 % aus der Rebsorte Verdicchio gekeltert. Höchstens 15 % andere weiße Rebsorten, die für den Anbau in der Region Marken zugelassen sind, dürfen (einzeln oder gemeinsam) zugesetzt werden. Im Jahr 2017 wurden 112.107 hl DOC-Wein hergestellt. Die Erträge sind niedrig; der Höchstertrag ist auf 15 Tonnen Traubenmaterial je Hektar begrenzt. Die Verdicchio-Weine vergären heute meist ohne die Schalen der Trauben in temperaturgeregelten Behältern. Der Wein verbleibt danach ca. 6 bis 12 Monate in Tanks, bevor er vermarktet wird. Der Wein sollte jung getrunken werden.
Folgende Weintypen werden erzeugt:
- Verdicchio dei Castelli di Jesi
- Verdicchio dei Castelli di Jesi Spumante
- Verdicchio dei Castelli di Jesi Passito – darf nicht vor dem 1. Dezember des auf das Erntejahr folgende Jahr vermarktet werden.
- Verdicchio dei Castelli di Jesi Classico
- Verdicchio dei Castelli di Jesi Classico Superiore.

## Beschreibung
Laut Denominazion:
- Farbe: helles Strohgelb
- Geruch: zart, charakteristisch
- Geschmack: trocken, harmonisch, mit einem angenehm bitteren Nachgeschmack
- Alkoholgehalt: 11,5 Vol.-%
- Säuregehalt:  4,5 g/l
- Trockenextrakt: mind. 14,0 g/l

Es werden auch in geringem Umfang Passitoweine produziert; dies sind Dessertweine auf der Basis von teilrosinierten Trauben. Der daraus entstehende Wein hat mindestens 12,0 Vol.-%, mit einem Rest von mindestens 3,0 % potentiellem Alkoholgehalt.
1950 führte das damals größte Weingut der Appellation, Fazi Battaglia in Castelplanio, die typische grüne Flasche in Form einer Amphore ein. Diese Vermarktungsstrategie verhalf dem Wein anfangs zu einem hohen Bekanntheitsgrad, in der Folge aber auch zu einem etwas kitschigen und billigen Image.
Inzwischen wird der Verdicchio auch wieder häufig in klassischen Flaschen angeboten.